# Michał Podlaski
Michał Podlaski, né le 13 mai 1988 à Wołomin, est un coureur cycliste polonais.

## Palmarès et résultats

### Palmarès par année
- 2013
  -  Champion de Pologne de la montagne
- 2014
  - 3e du championnat de Pologne sur route
  - 3e du championnat de Pologne de la montagne
- 2016
  - 3e de la Coupe des Carpates
  - 3e du championnat de Pologne de la montagne
- 2018
  - 2e de la Coupe des Carpates
- 2019
  -  Champion de Pologne de la montagne
  - 3e de la Korona Kocich Gór
- 2024
  - 5e étape du Tour de l'Oder

### Classements mondiaux
| Année           | 2009   | 2010 | 2011 | 2012 | 2013 | 2014 | 2015 | 2016 | 2017 | 2018 |
| --------------- | ------ | ---- | ---- | ---- | ---- | ---- | ---- | ---- | ---- | ---- |
| UCI Europe Tour | 1 184e |      |      |      | 751e | 564e | 578e | 948e | 817e | 779e |